# Мессьє 39
Мессьє 39 (також відоме як М39 та NGC 7092) — розсіяне скупчення в сузір'ї Лебедя

## Історія відкриття
Скупчення було відкрито Шарлем Мессьє в 1764 р.

## Цікаві характеристики
M39 знаходиться на відстані 800 світлових років від Землі.

## Спостереження

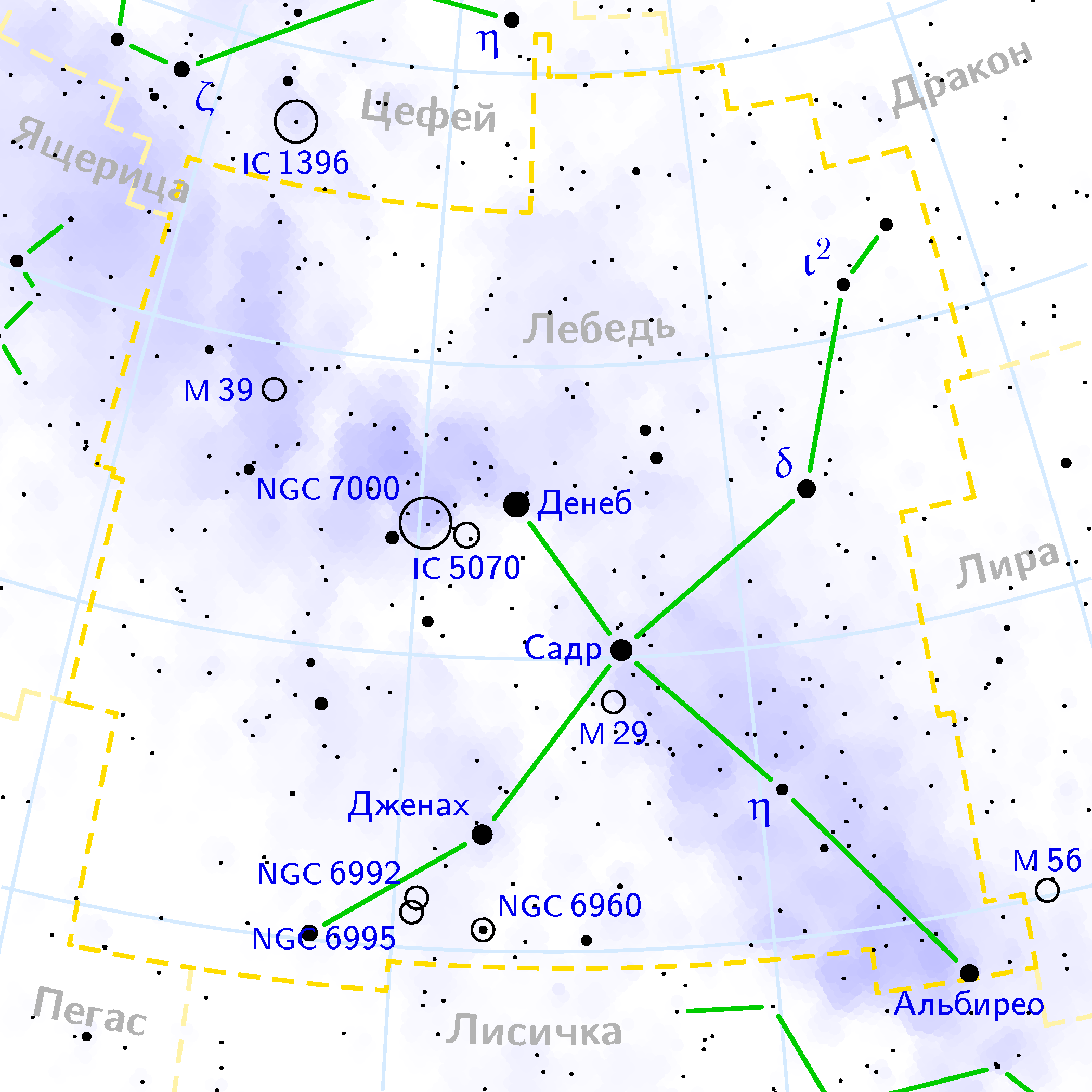
Розсіяне скупчення M39 в сузір'ї Лебедя

М39 — найяскравіше з розсіяних скупчень у літньому сузір'ї Лебедя. Найкращий час спостережень приблизно з середини весни по осінь. Помітне як тьмяна цятка на середині відрізка Денеб (α Cyg) — α Ящірки навіть і неозброєним оком. У польовий бінокль видно трикутну форму дифузного світіння і кілька зірочок на його фоні. У телескоп апертурою 80—120 мм при відповідному підборі збільшення 20—30 зірок скупчення заповнять все поле зору окуляра. З них з десяток білих приблизно рівної яскравості (7-8m) утворюють Т-подібний малюнок, а решта тьмяні більш рівномірно заповнюють фон.
На хорошому небі (без Місяця і засвічення) можна використовувати М39 як орієнтир для пошуку цікавого комплексу туманностей «Кокон» (IC 5146). Центральна частина комплексу — невелике розсіяне скупчення включає декілька зірок — знаходиться приблизно в 3 градусах на схід-південно-схід від М39. Скупчення оточене компактним примарним світловим клубком (коконом), який краще проявляється на тлі неба за допомогою Hβ-фільтра (а також UHC або LPR «діпскай»-фільтра). Цей кокон у свою чергу оточений темною пиловою туманністю, яка утворює як би голову навколо IC 5146 (розміром з диск Місяця), а від цієї голови в бік М39 тягнеться приблизно на два градуси чорний хвіст (темна туманність «Змія»).

### Сусіди по небу з каталогу Мессьє
У відносному сусідстві з М39 знаходиться тільки один об'єкт із каталогу Мессьє: розсіяне скупчення М29 — у центральній зірки хреста Лебедя (γ Cyg).

### Послідовність спостереження в «Марафоні Мессьє»
… М19 → М11 →М39 → М26 → М16 …

## Навігатори
Координати:  21г 31м 08с, +48° 27′ 00″